# Ciosowa (góra)
Ciosowa (inna nazwa: Ciosowa Góra) – wzniesienie we Wzgórzach Tumlińskich o wysokości 365 m n.p.m. Na południowym zboczu znajduje się odsłonięcie triasowego piaskowca tumlińskiego, pozostałość po nieczynnym kamieniołomie, obecnie chronione jako pomnik przyrody nieożywionej. Na stokach zachodnim i północnym wybudowano w 1977 r. jeden z nielicznych w Polsce torów wyścigowych. Nieopodal toru, na brzegu lasu stoi pomnik upamiętniający dowódcę oddziału AK, Zbigniewa Kruszelnickiego „Wilka” i dwóch partyzantów z jego oddziału poległych tu przy próbie zdobycia niemieckiego samochodu 5 czerwca 1944 r.
Przez górę przechodzi  Główny Szlak Świętokrzyski im. Edmunda Massalskiego z Gołoszyc do Kuźniaków.